# Sloanea longiaristata
Sloanea longiaristata är en tvåhjärtbladig växtart som beskrevs av J.A. Steyermark. Sloanea longiaristata ingår i släktet Sloanea och familjen Elaeocarpaceae. Inga underarter finns listade i Catalogue of Life.